# Хаджи Димитър (жилищен комплекс)
Вижте пояснителната страница за други значения на Хаджи Димитър.
„Хаджи Димитър“ е жилищен комплекс, един от най-старите квартали на София. Част от район Подуяне.
По време на социализма след разрушаването на къщите се превръща в жилищен комплекс. Той е добре развит квартал, намиращ се в централната част на столицата. Близостта му до идеалния център позволява бързо придвижване до различни точки на града посредством автобуси, тролеи и метро. Кварталът е разположен на няколко минути от столичния булевард „Княз Александър Дондуков“, булевард Васил Левски, улица Раковска и възловия площад Сточна гара. През квартала минава третата линия на софийското метро с метростанция „Хаджи Димитър“.
Наименуван е на българския войвода Хаджи Димитър. В центъра на квартала, в градинката пред бл. 116, има паметник на Хаджи Димитър. Местните жители го наричат „Паметника на Дякона“ или просто „Паметника на Хаджи Димитър“. Главната улица в квартала е „Макгахан“, кръстена на американския журналист Джанюариъс Макгахан. Други улици с важно пътнотранспортно значение са бул. „Владимир Вазов“, ул. „Васил Кънчев“, ул. „Острово“ и ул. „Васил Петлешков“. Един от най-предпочитаните квартали за живеене в днешно време.
В близост до квартала се намират Заимовата градина, Паметника Левски, СУ Климент Охридски, хлебозавод „Нилана“ и мелница „София Мел“. В квартала има три училища: 1 основно – 42-ро ОУ „Хаджи Димитър“ и 2 средни общообразователни – 24-то СУ „Пейо Крачолов Яворов“ и 95-о СУ „Проф. Иван Шишманов“. Има доста детски градини, повечето от които са основно ремонтирани или новопостроени след 2008 година.

## Архитектура
Кварталът е смесица от старо и ново строителство. Старото строителство включва ниски тухлени еднофамилни къщи, 6-, 7- или 8-етажни панелни блокове от серии Бс-2-63 и Бс-69-Сф, построени през 60-те, 70-те и 80-те години на ХХ век. По-новото строителство започва в периода след 1990 г.

## Известни личности
- Анелия Раленкова (* 1964 г.) – художествена гимнастичка, европейска и световна шампионка
- Борислав Михайлов (* 1963 г.) – футболист, вратар на ПФК „Левски“ и на националния отбор; бронзов медалист от Световното първенство по футбол в САЩ; председател на БФС. Израства в квартала и учи в 24 СОУ.
- Васил Василев – Зуека (* 1965 г.) – актьор (в квартала живеят родителите му)
- Веселин Ранков (* 1959 г.) – актьор
- Георги Андреев (* 1969 г.) – композитор, диригент, музикант
- Георги Аспарухов – Гунди (1943 – 1971) – футболист, нападател на ПФК „Левски“
- Георги Любенов (* 1976 г.) – журналист и телевизионен водещ
- Здравко Здравков (* 1970 г.) – футболист, вратар на ПФК „Славия“ и на националния отбор
- Иван Бандаловски (* 1986 г.) – футболист
- Иван Колев (1930 – 2005) – футболист от ПФК ЦСКА и националния отбор
- Иван Христов – Зъбчето – деец на комунистическа младежка организация РМС, живее в квартала през 20-те, 30-те и 40-те години на ХХ век
- Иво Райчев (* 1961 г.) – спортен журналист
- Илиана Раева (* 1963 г.) – художествена гимнастичка, европейска и световна шампионка; треньорка на клуб „Левски“ и националния отбор; председател на Българската федерация по художествена гимнастика.
- Камен Алипиев (* 1966 г.) – спортен журналист
- Кирил Ивков (* 1946 г.) – футболист на ПФК „Левски“, защитник
- Лилия Игнатова (* 1965 г.) – художествена гимнастичка, европейска и световна шампионка
- Нешка Робева (* 1946 г.) – състезателка и треньорка по художествена гимнастика; хореографка. Дълги години работи като треньор на стадион „Герена“.
- Павел Виданов (* 1988 г.) – футболист
- Радина Червенова – телевизионна водеща на „По света и у нас“ по БНТ 1
- Ренета Инджова (* 1953 г.) – министър-председател на България в 84-тото (служебно) правителство; първата и единствена жена министър-председател на България
- Рудолф Витлачил (1912 – 1977) – треньор на ПФК „Левски“, от чешки произход
- Серги Йоцов (1926 – 2012) – футболист и треньор на ПФК ЦСКА
- Силвия Статкова – композитор
- Таня Димитрова – журналистка (от някогашното предаване на БНТ „ТВ справочник“)
- Томислав Русев (* 1966 г.) – футболист и спортен журналист

## Транспорт
Автобусни линии:
- исторически: 75 (1968 – 2000 г.);
- настоящи: 78, 79, 85, 86, 90, 100, 120 и 285.

Тролейбусни линии:
- исторически: ХД (1952 – 1962 г.) и 3 (1982 – 1987 г.); и 12 (2.4.2007 г. – 2.11.2007 г.).
- настоящи: 1, 2, 3 и 4.

Метро:
- метростанция „Хаджи Димитър“ на третата линия на софийското метро[2]

Маршрутни таксита:
- исторически: 39 (2000 – 2003 г.), 33 (1999 – 2011 г.), 28 (1999 – 2018 г.)
- настоящи: 17

## Забележителности
- Паметник на Хаджи Димитър на ул. „Макгахан“ и ул. „Уошбърн“, в градинката пред бл. 116.[3]
- През 2010 г. в квартала са открити останки от антична римска вила.[4]
- През 2013 г. стените на три панелни блока в квартала са изрисувани от графити артисти;[5] особена популярност има стената с изображението на българския дарител дядо Добри, дело на Насимо.[6]

## Улици и произход на имената им
| Път                     | Наречен на                                                    | Местоположение |
| ----------------------- | ------------------------------------------------------------- | -------------- |
| „530“                   | –                                                             | Карта          |
| „535“                   | –                                                             | Карта          |
| „Ангел Войвода“         | ?                                                             | Карта          |
| „Арчарица“              | Арчар, река в Северозападна България                          | Карта          |
| „Баба Вида“             | Баба Вида, легендарен персонаж                                | Карта          |
| „Баткун“                | Баткун, село в Пазарджишко                                    | Карта          |
| „Бдин“                  | Видин, град в Северозападна България                          | Карта          |
| „Боруй“                 | Стара Загора, град в Южна България                            | Карта          |
| „Бояджик“               | Бояджик, село в Ямболско                                      | Карта          |
| „Брезник“               | Брезник, град в Западна България                              | Карта          |
| „Васил Кънчев“          | Васил Кънчов (1862 – 1902), географ                           | Карта          |
| „Васил Петлешков“       | Васил Петлешков (1845 – 1876), революционер                   | Карта          |
| „Венко Ников“           | ?                                                             | Карта          |
| „Видбол“                | Видбол, река в Северозападна България                         | Карта          |
| „Видини Кули“           | Бабини Видини кули, укрепление във Видин                      | Карта          |
| „Вила Рустика“          | „Вила рустика“, археологически обект в района                 | Карта          |
| „Владимир Вазов“        | Владимир Вазов (1868 – 1945), генерал и политик               | Карта          |
| „Въстаник“              | ?                                                             | Карта          |
| „Ген. Липранди“         | Иван Липранди (1790 – 1880), руски генерал                    | Карта          |
| „Георги Гачев“          | ?                                                             | Карта          |
| „Георги Илиев“          | ?                                                             | Карта          |
| „Гинци“                 | Гинци, село в Годечко                                         | Карта          |
| „Д-р Алберт Лонг“       | Албърт Лонг (1832 – 1901), американски мисионер               | Карта          |
| „Дончо Ватах“           | Дончо Ватах (? – 1860), хайдутин                              | Карта          |
| „Зелениковец“           | ?                                                             | Карта          |
| „Златица“               | Златица, град в Западна България                              | Карта          |
| „Ильо войвода“          | Ильо войвода (1805 – 1898), хайдутин и революционер           | Карта          |
| „Кап. Георги Мамарчев“  | Георги Мамарчев (1786 – 1846), революционер                   | Карта          |
| „Клисура“               | Клисура, град в Карловско                                     | Карта          |
| „Кочо Честименски“      | Кочо Чистеменски (1840 – 1876), революционер                  | Карта          |
| „Къкринско ханче“       | Къкринско ханче, хан в Къкрина, Ловешко                       | Карта          |
| „Луда Яна“              | Луда Яна, река в Южна България                                | Карта          |
| „Лясковец“              | Лясковец, град в Горнооряховско                               | Карта          |
| „Макгахан“              | Джанюариъс Макгахан (1844 – 1878), американски журналист      | Карта          |
| „Милен Цветков“         | Милен Цветков (1966 – 2020), телевизионен водещ               | Карта          |
| „Мост Чавдар“           | Чавдар войвода, фолклорен герой                               | Карта          |
| „Найден Георгиев“       | ?                                                             | Карта          |
| „Немирович-Данченко“    | Владимир Немирович-Данченко (1858 – 1943), украински режисьор | Карта          |
| „Никола Войновски“      | Никола Войновски (1849 – 1876), революционер                  | Карта          |
| „Острово“               | Острово, село в Северна Гърция                                | Карта          |
| „Панайот Хитов“         | Панайот Хитов (1830 – 1918), революционер                     | Карта          |
| „Проф. Иван Шишманов“   | Иван Шишманов (1862 – 1928), филолог                          | Карта          |
| „Първа българска армия“ | Първа българска армия, военна част                            | Карта          |
| „Резбарска“             | Дърворезба, занаят                                            | Карта          |
| „Ресенска поляна“       | ?                                                             | Карта          |
| „Родина“                | Родина, социална концепция                                    | Карта          |
| „Румяна войвода“        | Румена войвода (1829 – 1895), хайдутка                        | Карта          |
| „Русалски лък“          | Русалии, фолклорен обичай                                     | Карта          |
| „Скайлер“               | Юджийн Скайлър (1840 – 1890), американски дипломат            | Карта          |
| „Сопот“                 | ?                                                             | Карта          |
| „Спас Гинев“            | Спас Гинов (1848 – 1876), революционер                        | Карта          |
| „Теофил Ганев“          | ?                                                             | Карта          |
| „Тополница“             | Тополница, река в Западна България                            | Карта          |
| „Уошбърн“               | Джордж Уошбърн (1833 – 1915), американски просветен деец      | Карта          |
| „Филип Тотю“            | Филип Тотю (1830 – 1907), революционер                        | Карта          |
| „Цанко Дюстабанов“      | Цанко Дюстабанов (1844 – 1876), революционер                  | Карта          |